# 燕山街道
燕山街道，是中华人民共和国山東省济南市历下区下辖的一个乡镇级行政单位。

## 行政区划
燕山街道下辖以下地区：
燕子山小区社区、燕南社区、燕北社区、燕子山路社区、和平路北社区、益寿路社区和燕文社区。